# دره عمیق
دره عمیق (انگلیسی: Deep Valley) فیلمی در ژانر درام به کارگردانی ژان نگولسکو است که در سال ۱۹۴۷ منتشر شد. از بازیگران آن می‌توان به آیدا لوپینو، دان کلارک، فی بینتر و هنری هال اشاره کرد.